# ميروسلاف بيكارسكي
ميروسلاف بيكارسكي (باليونانية: Μίροσλαβ Πετσάρσκι)‏ مواليد 21 مارس 1967 في جمهورية صربيا الاشتراكية، هو لاعب كرة سلة يوناني معتزل. بدأ مسيرته الاحترافية في سنة 1989. اعتزل اللعب في 2000.

## المسيرة الاحترافية
لعب مع بارتيزان في موسم 1987–1988، ثم لعب مع أريس من سنة 1991 إلى 1994، ثم لعب مع باناثينايكوس من سنة 1994 إلى 1996، ثم لعب مع بانيونيس في موسم 1996–1997، ثم لعب مع بالاكانسترو كانتو في الدوري الإيطالي في موسم 1997–1998، ثم لعب مع شوليه باسكت في الدوري الفرنسي في سنة 1999، ثم لعب مع خيخون لكرة السلة في موسم 1999–2000.

## روابط خارجية
- ميروسلاف بيكارسكي على موقع الدوري الإسباني لكرة السلة (الإسبانية)
- ميروسلاف بيكارسكي على موقع كرة السلة الأوروبية.كوم (الإنجليزية)
- ميروسلاف بيكارسكي على موقع كلية كرة السلة في سبورتس رفرنس.كوم (الإنجليزية)
- ميروسلاف بيكارسكي على موقع بروبوليرز (الإنجليزية)
- ميروسلاف بيكارسكي على موقع سبورتس رفرنس (الإنجليزية)